# Jon Hassell
Jon Hassell (Memphis (Tennessee), 22 maart 1937 – 26 juni 2021) was een Amerikaanse musicus en jazztrompettist. Zijn stijl wordt soms omschreven als trance of ambient.
Hassell studeerde onder andere aan de Eastman School of Music, en bij Karlheinz Stockhausen. Hij maakt soms gebruik van een harmonizer om een zachter en ruisend trompetgeluid te maken. Hij speelde onder anderen met La Monte Young, Brian Eno, Harold Budd, David Sylvian en Jon Balke. Met Eno en Daniel Lanois schreef hij de muziek voor The Million Dollar Hotel (2000) van Wim Wenders.
Hassell overleed op 84-jarige leeftijd.

## Discografie
- 1977 Vernal Equinox
- 1978 Earthquake Island
- 1980 Fourth World, vol. 1: "Possible Musics"
- 1981 Fourth World, Vol. 2: "Dream Theory in Malaya"
- 1983 Aka/Darbari/Java: Magic Realism
- 1986 Power Spot (geproduceerd door Brian Eno / Daniel Lanois)
- 1987 The Surgeon of the Nightsky Restores Dead Things by the Power of Sound
- 1988 Flash of the Spirit
- 1990 City: Works of Fiction (All Saints Records)
- 1994 Dressing for Pleasure
- 1995 Sulla Strada (een uitgave van een soundtrack uit 1982)
- 1998 The Vertical Collection
- 1999 Fascinoma
- 2005 Magic Realism, Vol. 2: Maarifa Street
- 2009 Last night the moon came dropping its clothes in the street